# Крепость Аланьи

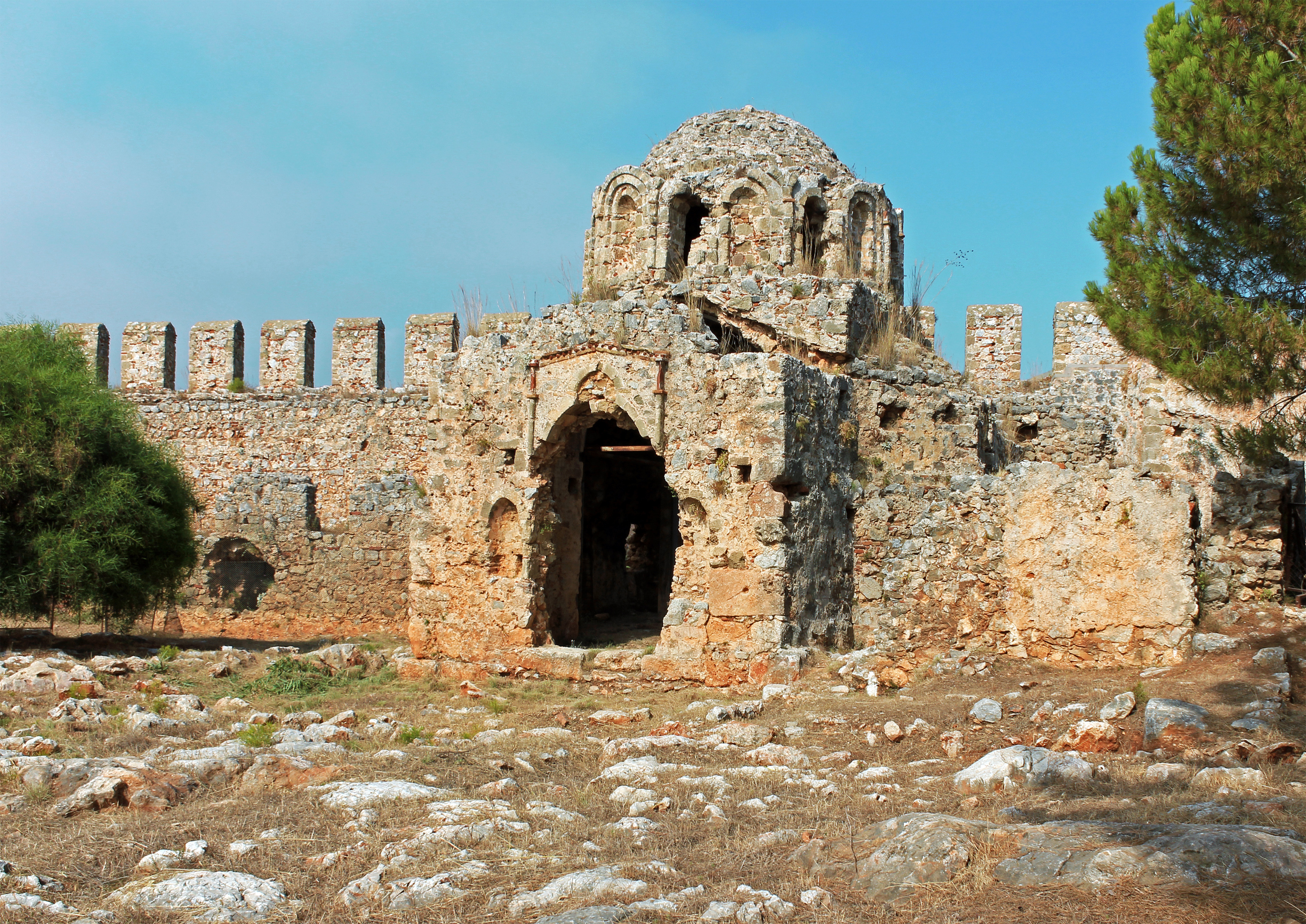
Руины византийской церкви, расположенные на территории замка.

Крепость Аланьи (тур. Alanya Kalesi) — средневековая крепость в городе Аланья на юге Турции. Большая её часть была построена в XIII веке. Крепость расположена на скалистом полуострове высотой 250 м, выдающимся в Средиземное море, которое окружает его с трёх сторон.
Добраться можно по канатной дороге. Строительство канатной дороги 9 июня 2017 года

## История крепости
Крепость была построена на вершине холма и окружена стеной длиной 6,5 км, на которой расположено 14 башен. Восточный участок стены спускается почти до моря, прямо до Красной башни. Крепость вмещала около 400 жителей. На самой вершине холма, расположенной в западной его части, на высоте 250 метров над уровнем моря, возвышаются руины замка.
Замок был построен в XIII веке сельджукским султаном Ала-ад-дином Кей-Кубадом на месте более ранних фортификационных сооружений византийского и римского периодов. У замка было несколько ворот — одни главные с нанесёнными на них надписями и несколько вспомогательных. Большинство из них в настоящее время разрушены.

### Строение
Внутри замка находятся несколько древних строений, таких как кирпичные цистерны, ванные и византийская церковь Святого Георгия IV—V веков. В XIX веке на территории крепости было построено множество жилых вилл.

## Настоящее время
В настоящее время крепость превращена в музей под открытым небом. Вход в замок платный, но большую часть крепости можно осмотреть бесплатно. 
Замок — конечная остановка городского автобуса №4. Подъём в гору на автобусе занимает примерно 15 минут, пешеходная прогулка — приблизительно 1 час. С 2017 года в гору можно подняться на канатной дороге, от пляжа Клеопатры.